# مطار طوس مريب
مطار طوس مريب المعروف باسم (مطار أوغاس نور) هو مطار يخدم مدينة طوس مريب عاصمة ولاية غلمدغ ومحافظة جلجدود في الصومال.